# 現任日本特例市市長列表
特例市是日本曾有的城市自治制度之一，自2000年开始实施，可拥有较一般的市更多原本属于都道府县的权限，但权限少于中核市。2015年4月1日施行的《地方自治法》廢除了特例市制度，該日前未升格為中核市的特例市仍然保留，稱為“施行時特例市”。日本各特例市的市长会召開全國特例市市長會（2015年4月1日后稱“全國施行時特例市市長會”，2020年3月31日解散），探討關於特例市的地方分權、財政等問題。
現任日本特例市（施行時特例市）市長中，群馬縣太田市長清水聖義任職時間最長，自太田市與新田郡新田町、尾島町、藪塚本町合併后於2005年4月18日起任職，且4次當選，迄今19年10个月，他也是所有特例市市長中年齡最長者，生於1941年12月7日，今年83岁。
此外，對於已經升格為中核市的特例市，其現任市長請參看現任日本中核市市長列表。

## 特例市市长列表
| 都道府县 | 市       | 现任市長   | 上任日期 （任职时间）        | 出生日期                | 曾属政黨   | 當選屆數 | 信息源 |
| -------- | -------- | ---------- | ---------------------------- | ----------------------- | ---------- | -------- | ------ |
| 茨城縣   | 筑波市   | 五十嵐立青 | 2016年11月17日 （8年118天）  | 1978年6月12日 （46岁）  | 無黨籍     | 2        | [ 4 ]  |
| 群馬縣   | 伊勢崎市 | 臂泰雄     | 2021年1月23日 （4年51天）    | 1952年12月11日 （72岁） | 自由民主黨 | 1        | [ 5 ]  |
| 群馬縣   | 太田市   | 清水聖義   | 2005年4月18日 （19年331天）  | 1941年12月7日 （83岁）  | 無黨籍     | 5        | [ 6 ]  |
| 埼玉縣   | 所澤市   | 藤本正人   | 2011年10月30日 （13年136天） | 1961年12月18日 （63岁） | 無黨籍     | 3        | [ 7 ]  |
| 埼玉縣   | 草加市   | 山川百合子 | 2022年10月29日 （2年137天）  | 1969年8月14日 （55岁）  | 立憲民主党 | 1        | [ 8 ]  |
| 埼玉縣   | 春日部市 | 岩谷一弘   | 2021年11月6日 （3年129天）   | 1966年2月22日 （59岁）  | 無黨籍     | 1        | [ 9 ]  |
| 埼玉縣   | 熊谷市   | 小林哲也   | 2021年11月6日 （3年129天）   | 1959年4月5日 （65岁）   | 自由民主黨 | 1        | [ 10 ] |
| 神奈川縣 | 小田原市 | 守屋輝彥   | 2020年5月24日 （4年295天）   | 1966年11月9日 （58岁）  | 自由民主黨 | 1        | [ 11 ] |
| 神奈川縣 | 大和市   | 大木哲     | 2007年5月2日 （17年317天）   | 1948年8月8日 （76岁）   | 民主黨     | 4        | [ 12 ] |
| 神奈川縣 | 平塚市   | 落合克宏   | 2011年4月30日 （13年319天）  | 1957年10月1日 （67岁）  | 無黨籍     | 3        | [ 13 ] |
| 神奈川縣 | 厚木市   | 山口貴裕   | 2023年2月23日 （2年20天）    | 1973年2月7日 （52岁）   | 自由民主黨 | 1        | [ 14 ] |
| 神奈川縣 | 茅崎市   | 佐藤光     | 2018年11月18日 （6年117天）  | 1969年6月5日 （55岁）   | 自由民主黨 | 1        | [ 15 ] |
| 新潟縣   | 長岡市   | 磯田達伸   | 2016年10月16日 （8年150天）  | 1951年10月1日 （73岁）  | 無黨籍     | 2        | [ 16 ] |
| 新潟縣   | 上越市   | 中川幹太   | 2021年11月9日 （3年126天）   | 1975年6月20日 （49岁）  | 無黨籍     | 1        | [ 17 ] |
| 靜岡縣   | 沼津市   | 賴重秀一   | 2018年4月29日 （6年320天）   | 1968年8月9日 （56岁）   | 無黨籍     | 2        | [ 18 ] |
| 靜岡縣   | 富士市   | 小長井義正 | 2014年1月19日 （11年55天）   | 1955年7月30日 （69岁）  | 無黨籍     | 3        | [ 19 ] |
| 愛知縣   | 春日井市 | 石黑直樹   | 2022年5月28日 （2年291天）   | 1963年12月29日 （61岁） | 無黨籍     | 1        | [ 20 ] |
| 三重縣   | 四日市市 | 森智廣     | 2016年12月24日 （8年81天）   | 1978年5月27日 （46岁）  | 無黨籍     | 2        | [ 21 ] |
| 大阪府   | 茨木市   | 福岡洋一   | 2016年4月18日 （8年331天）   | 1975年10月16日 （49岁） | 無黨籍     | 2        | [ 22 ] |
| 大阪府   | 岸和田市 | 永野耕平   | 2018年2月4日 （7年39天）     | 1978年4月25日 （46岁）  | 大阪維新會 | 2        | [ 23 ] |
| 兵庫縣   | 加古川市 | 岡田康裕   | 2014年7月9日 （10年249天）   | 1975年7月13日 （49岁）  | 民主黨     | 2        | [ 24 ] |
| 兵庫縣   | 寶塚市   | 山崎晴惠   | 2021年4月19日 （3年330天）   | 1970年1月29日 （55岁）  | 無黨籍     | 1        | [ 25 ] |
| 佐賀縣   | 佐賀市   | 坂井英隆   | 2021年10月23日 （3年143天）  | 1980年5月7日 （44岁）   | 無黨籍     | 1        | [ 26 ] |

## 外部鏈接
- 全國施行特例市市長會 （页面存档备份，存于）